# Christelijk-Historische Kiezersbond
De Christelijk-Historische Kiezersbond was een Nederlandse politieke partij die in 1897 in Utrecht werd opgericht. Zij gold min of meer als voortzetting van de Nationale Partij, die sinds 1888 bestond, maar die nooit vertegenwoordigers in het parlement had. De Bond zette zich, net als de Nationale Partij, af tegen de ARP, vanwege het gereformeerde karakter van die partij en vanwege het politieke verbond van de ARP met de Katholieken. De Christelijk-Historische Kiezersbond had een sterk Nederlands Hervormd karakter en was anti-Rooms.
Voormannen waren de Hervormde predikanten A.W. Bronsveld en J.Th. de Visser. De laatste werd in 1897 in het kiesdistrict Rotterdam I tot Tweede Kamerlid gekozen. In 1901 werd hij in een Amsterdams district gekozen.
De Bond viel vrij spoedig uiteen door een conflict tussen Bronsveld en De Visser. De groep rond Bronsveld was vóór een openbare school met een christelijk karakter, terwijl de groep rond De Visser voorstander was van bijzonder (christelijk) onderwijs. Verder waren De Visser en de zijnen minder anti-Rooms dan Bronsveld en zijn aanhangers.
In 1901 volgde De Visser Bronsveld op als voorzitter van de Kiezersbond en vanaf dat moment werd gestreefd naar samenwerking met de Vrij-Antirevolutionaire Partij van De Savornin Lohman. In april 1903 kwam tot een fusie van beide partijen, hetgeen uitmondde in de Christelijk-Historische Partij.
Tot 1908 bestond er daarnaast nog een Friese Bond van c.h.-kiesverenigingen.